# Hitsuji Gondaira
Hitsuji Gondaira (権平ひつじ Gondaira Hitsuji) es un mangaka japonés nacido en Hokkaido, conocido principalmente por su obra Mission: Yozakura Family.

## Carrera
A la edad de 19 años, envió "IBIS" a la 43.ª edición (enero de 2011) del Premio JUMP Treasure Rookie Manga  ganando una mención de honor . Después de graduarse de la Facultad de Ciencia Pesquera de la Universidad de Hokkaido se dedicó al manga.
En la edición VERANO 2011 de la  Shonen Jump NEXT publicó "Chaco's Jailbreak Theory".
Como trabajo de entrada para la décima edición de la Golden Future Cup, publico el one-shot "Mythical Creature Doctor Toteku" se publicó en " Weekly Shonen Jump " (Shueisha) N.º 39 en 2015, resultando ganador.
Aunque el ganar la Golden Future Cup le daba el derecho de serializar "Mythical Creature Doctor Toteku" finalmente se decidió serializar un título diferente 
"Demon Prince Poro's Diaries " iniciaria su serializacion en la Weekly Shonen Jump en la edición 12 del 2015, pero sería cancelado en la edición 29 del 2015 después de la falta de ventas y popularidad.
"Mission: Yozakura Family " sería el segundo trabajo de Gondaira, iniciando  su serialización en la"Weekly Shonen Jump"  en la edición 39 del 2019. El manga estaría en publicación por cinco años y medio, finalizando el 20 de enero de 2025, en la edicon 8 del 2025
"Mission: Yozakura Family" se converteria en el primer éxito de Hitsuji Gondaira, consiguiendo 3.000.000 de copias en circulación y recibiendo una adaptación al anime por parte de Silver Link teniendo como fecha de salida 2024

## Trabajos

### Obras Serializadas
- Demon Prince Poro's Diaries (ポロの留学記 Poro no Ryūgakuki?) (2017) - Weekly Shonen Jump[4]
- Mission: Yozakura Family (夜桜さんちの大作戦,Yozakura-san Chi no Daisakusen) (2019-2025) - Weekly Shonen Jump[5]

### One shots
- " IBIS " (One-shot) Mención de honor del premio JUMP Treasure Rookie Manga Award edición 43[2]
- "Chaco's Jailbreak Theory"(チャコの脱獄論 Chako no datsugokuron)  (One Shot) Shonen Jump NEXT! VERANO 2011
- "Mechanical Father" (機械仕掛けの神父様Kikaijikakenikami Tosama) (One-shot). Shonen Jump NEXT! PRIMAVERA 2012
- "Kokkuriya Ai!" (One-Shot) Weekly Shonen Jump " N.º 12, 2013[4]
- "Mythical Creature Doctor Toteku" (週刊少年ジャンプ) (One-shot) Ganador de la 10.ª edición Golden Future Cup - Weekly Shonen Jump " N.º 39, 2015[4]